# Wilhelm Loewe
Friedrich Wilhelm Loewe (født 14. november 1814, død 2. november 1886) var en tysk politiker.

## Del af den demokratiske venstre-liberale bevægelse
Loewe var 1848 læge i Kalbe i den preussiske del af Sachsen (kaldtes derfor jævnlig Loewe-Kalbe) og valgtes til den tyske nationalforsamling i Frankfurt am Main. Han sluttede sig til den demokratiske venstre-liberale bevægelse og var et af de 33 parlamentsmedlemmer, der den 3. april 1849 tilbød Frederik Wilhelm af Preussen at blive kejser. Tilbuddet var kombineret med en håndfæstning, som Frederik Wilhelm betegnede son et "Hundehalsbånd" og afslog. Efter Frederik Wilhelms reaktion opløstes nationalforsamlingen og de fleste parlamentsmedlemmer vendte på regeringens befaling hjem. Kun de 114 demokrater og venstre-liberale blev på deres post og flyttede i juni 1849 nationalforsamlingen til Stuttgart, hvor Wilhelm Loewe blev valgt til formand. Loewe nåede kun at være nationalforsamlingens formand i de sidste 2 uger.

## Flugt fra reaktionen
Efter sammenbruddet af revolutionen blev han dømt for genstridighed til livsvarigt tugthus, men var forinden flygtet til Schweiz. Efter et par års ophold der rejste han til London og 1853 til New York, hvor han virkede dels som læge og som formand for det tyske selskab til udvandrernes beskyttelse. Efter amnestien 1861 vendte han hjem til Tyskland og bosatte sig i Berlin.

## Tilbage i Preussen
Han sluttede sig til Deutsche Fortschrittspartei, valgtes 1863 til nationalforsamlingen og genvalgtes indtil sin død. I 1873—75 var Loewe nationalforsamlingens første næstformand. Ligeledes valgtes han 1867 til Rigsdagen og genvalgtes indtil 1881. I begge forsamlinger hørte han til Deutsche Fortschrittspartei og var 1872 virksom i kulturkampen. I 1874 stemte han for Bennigsens forslag til militærlove og kom dermed i modsætning til Deutsche Fortschrittspartei. Efter uenigheden forsøgte Loewe at opbygge et nyt liberalt parti. Efterfølgende støttede han op om Bismarcks nye protektionistiske finanspolitik, som blev vedtaget i 1879.